# Colibri de Jourdan
Chaetocercus jourdanii
Espèce
Statut de conservation UICN

 LC  : Préoccupation mineure
Statut CITES
Le Colibri de Jourdan (Chaetocercus jourdanii) est une espèce de colibris de la sous-famille des Trochilinae et de la tribu des Mellisugini.

## Distribution
Le Colibri de Jourdan est présent en Colombie, au Venezuela et à Trinité-et-Tobago.

Carte de répartition de l'espèce